# لورد ماكولي

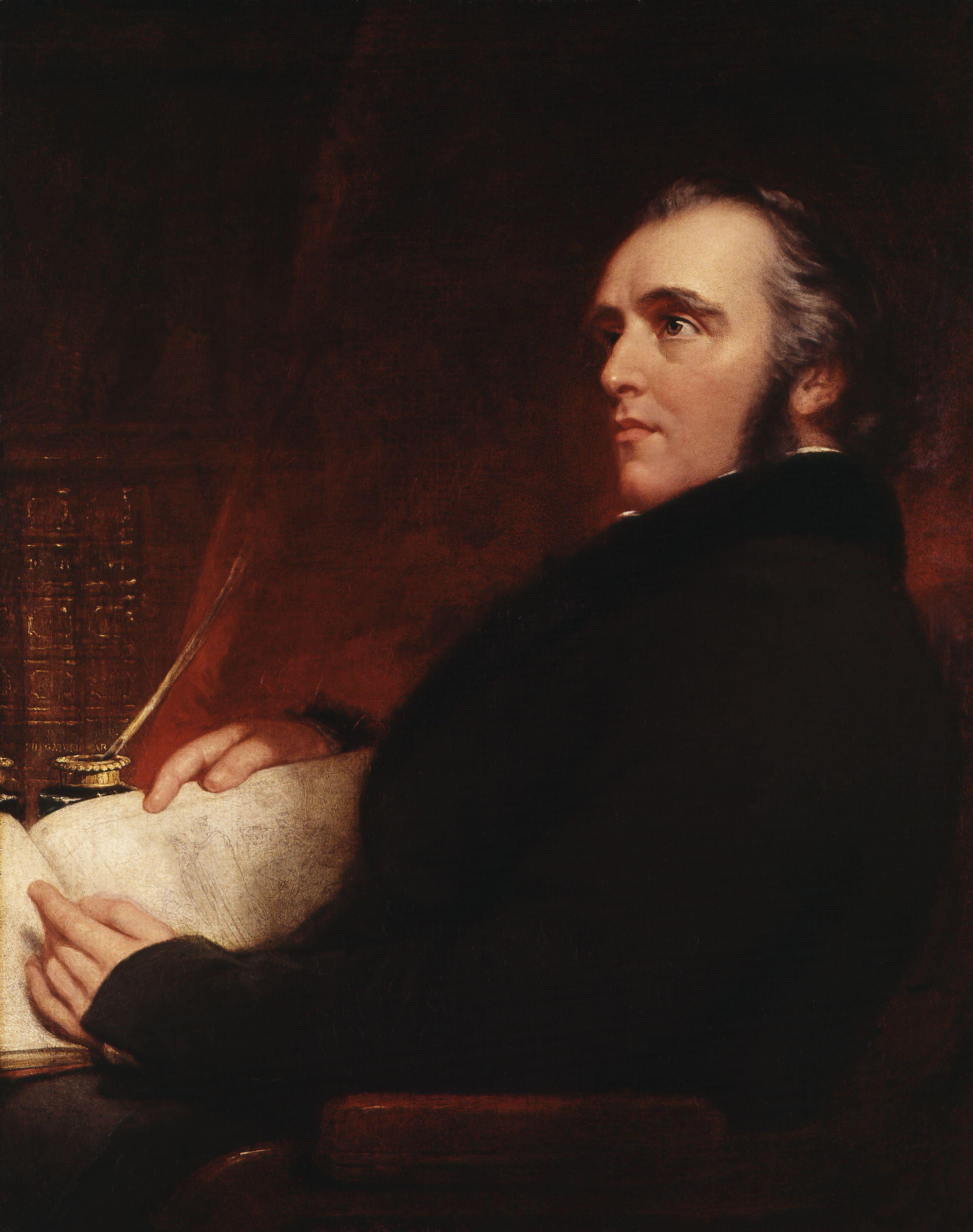
اللورد ماكولي.

كان توماس بابينغتون ماكولاي، البارون الأول لماكولاي (بالإنجليزية: Thomas Babington Macaulay, 1. Baron Macaulay of Rothley)، زميل الجمعية الملكية والجمعية الملكية لإدنبرة وعضو المجلس الخاص للمملكة المتحدة (25 أكتوبر 1800 – 28 ديسمبر 1859) مؤرخًا بريطانيًا وسياسيًا تابعًا لحزب الأحرار البريطاني. يُعتبر مسؤولًا في المقام الأول عن طرح نظام التعليم الغربي في الهند. كتب باستفاضة باعتباره كاتب مقالات عن المواضيع الاجتماعية السياسية المعاصرة والتاريخية، وباعتباره ناقدًا. كان مؤلَفه تاريخ إنجلترا مثالًا إبداعيًا ونموذجيًا عن تأريخ حزب الأحرار، وظل أسلوبه الأدبي محط مديح منذ نشره، بما في ذلك عقب الإدانة الواسعة لمزاعمه التاريخية التي شاعت في القرن العشرين.
شغل منصب وزير الحرب بين عامي 1839 و1841، ومنصب أمين عام الدفع بين عامي 1846 و1848. لعبَ دورًا رئيسًا في إدخال المفاهيم الإنجليزية والغربية إلى التعليم في الهند، ونشر نقاشه حول الموضوع في «مذكّرة ماكولاي» في عام 1835. ناصر استبدال الإنجليزية بالفارسية بصفتها اللغة الرسمية، واستخدام الإنجليزية باعتبارها وسيط إرشاد في كل المدارس، وتدريب الهنود الناطقين بالإنجليزية ليصيروا مدرسين. أدى هذا إلى شيوع نظام ماكولاي في الهند، والقضاء المنهجي على الأنظمة التعليمية والمهنية والعلمية الهندية التقليدية والقديمة.
قسم ماكولاي العالم إلى أمم متحضرة وهمجية، حيث تمثل بريطانيا ذروة الحضارة. في مذكرة حول التعليم الهندي المنشورة في فبراير 1835، أكّد قائلًا: «ليس من المبالغة، في اعتقادي، القول إن كل المعلومات التاريخية التي جُمعت من كل الكتب المكتوبة باللغة السنسكريتية أقل قيمة مما قد يوجد في أردأ الملخصات المستخدمة في المدارس التحضيرية في إنجلترا». كان متمسكًا بفكرة التقدم، وخاصة فيما يتعلق بالحريات اللبرالية. عارض الراديكالية في حين جعل الثقافة والتقاليد الإنجليزية التاريخية مثالية.

## نشأته
وُلد ماكولاي في روثلي تيمبل في ليسترشاير في 25 أكتوبر 1800، وهو ابن زاكري ماكولاي من سكان مرتفعات اسكتلندا، الذي صار حاكمًا استعماريًا ومناصرًا للإبطالية، وسيلينا ميلز من بريستول، هي مُريدة سابقة لهانا مور. سميا ابنهما الأول تيمنًا بعمه توماس بابينغتون، وهو مالك أراضٍ وسياسي من ليسترشاير كان قد تزوج جين أخت زاكري. جذب ماكولاي الصغير النظر باعتباره طفلًا معجزة، وعندما كان دارجًا، شاع أنه سأل والده وهو يحدق عبر النافذة من مهده إلى مداخن معملٍ محلي عما إذا كان ذاك الدخان ناجمًا عن نيران الجحيم.
تلقى تعليمه في مدرسة خاصة في هيرتفوردشاير، وعقب ذلك، في كلية ترينيتي في كامبريدج. بينما كان في كامبريدج، نظم ماكولاي الكثير من الشعر وفاز بعدة جوائز، بما فيها ميدالية المستشار الذهبية في يونيو 1821.
في عام 1825، نشر ماكولاي مقالة بارزة حول ميلتون في مجلة إدنبرة ريفيو. درس القانون، والتحق في عام 1826 بنقابة المحامين، لكن سرعان ما اهتم أكثر بالعمل في السياسة. في عام 1827، نشر ماكولاي مقالة مناهضة للعبودية في إدنبرة ريفيو، طعن فيها بتحليل العمال الأفارقة الذي ألفه الكولونيل توماس مودي، نايت، الذي كان المفوض البرلماني للعبودية في غرب الهند. كان أبو ماكولاي، زاكري ماكولاي، قد استنكر فلسفة مودي أيضًا، في سلسلة من الرسائل إلى صحيفة أنتي سليفري ريبورتر.
أُشيع أن ماكولاي، الذي لم يتزوج ولم يُنجب أولادًا قط، قد وقع في حب ماريا كينيرد، التي كانت القاصر الثرية لريتشارد «كونفرسيشن» شارب. كانت أقوى روابط ماكولاي العاطفية مع أختيه الصغيرتين: مارغريت، التي توفيت وقتما كان في الهند، وهانا. ومع تقدم هانا في السن، شكل تعلقًا وثيقًا بمارغريت ابنة هانا، التي كان يدعوها «بابا».
حافظ ماكولاي على اهتمام شغوف بالأدب الغربي الكلاسيكي على امتداد حياته، وتفاخر بنفسه لمعرفته بالأدب الإغريقي القديم. على الأرجح أنه كان يتمتع بذاكرة صورية. وقتما كان في الهند، قرأ كل مؤلف إغريقي أو روماني قديم وقع بين يديه. في رسائله، يصف قراءة الإنيادة وهو في إجازة في مالفيرن في 1851، وتحرّك مشاعره حد البكاء من جمال شعر فرجيل. علم نفسه أيضًا الألمانية والهولندية والإسبانية وظل طليقًا بالفرنسية.

## عمله في السياسة
في عام 1830 دعى ماركيز لانسداون ماكولاي ليصبح عضوًا في البرلمان عن بوكيت بورو في كان. كان خطابه الأول مؤيدًا لإبطال العوائق المدنية لليهود في المملكة المتحدة.
كسب ماكولاي سمعةً بسلسلة من الخطابات الداعية لإصلاح برلماني. بعد سن قانون الإصلاح الكبير لعام 1833، صار عضوًا في البرلمان عن ليدس. في الإصلاح، خُفض ممثلو كان من اثنين إلى واحد، ولم تكُن ليدس قد مُثلت من قبل، فصار لها عضوان. رغم افتخاره بمساعدته في سن قانون الإصلاح، لم يكف ماكولاي أبدًا عن الامتنان لراعيه السابق، لانسداون، الذي ظل صديقًا عظيمًا وحليفًا سياسيًا.

### الهند (1834 – 1838)
كان ماكولاي عضوًا في مجلس السلطة في عهد اللورد غراي من عام 1832 حتى 1833. اقتضى الاختلال المادي لأبيه أن يصير ماكولاي وسيلة الإمداد الوحيدة لعائلته واحتاج إلى منصبٍ يدر أجرًا أكبر مما أمكنه شغله بصفته عضوًا في البرلمان. بعد سن قانون حكومة الهند لعام 1833، تقاعد من منصبه في البرلمان عن ليدس وعُين بصفته أول عضوٍ قانوني في مجلس الحاكم العام. ذهب إلى الهند في عام 1834، وشغل منصبًا في المجلس الأعلى للهند بين عامي 1834 و1838.
في منشوره الشهير مذكرة حول التعليم الهندي الصادر في فبراير من عام 1835، حث ماكولاي اللورد ويليام بينتينك الحاكم العام على إصلاح التعليم الثانوي على أسس نفعية لتقديم «التعلُم النافع»، وهذه عبارة كانت بالنسبة لماكولاي مترادفة مع الثقافة الغربية. لم يكن ثمة تقليد للتعليم الثانوي باللغات المحلية، فالمؤسسات التي كانت مدعومة آنذاك من شركة الهند الشرقية كانت تعلّم إما بالسنسكريتية أو الفارسية. وبالتالي، جادل قائلًا: «علينا تعليم الأشخاص الذين لا يمكن تعليمهم في الوقت الراهن عن طريق لغتهم الأم. علينا تعليمهم لغة أجنبية ما». جادل ماكولاي بأن السنسكريتية والفارسية لم تكونا متاحتين أكثر من الإنجليزية بالنسبة للناطقين باللغات المحلية الهندية وأن فائدة النصوص السنسكريتية والهندية الموجودة ضئيلة بالنسبة «للتعليم النافع».

## روابط خارجية
- لورد ماكولي على موقع الموسوعة البريطانية (الإنجليزية)
- لورد ماكولي على موقع إن إن دي بي (الإنجليزية)